# Анселмо (футболист, 1989)
Анселмо де Мораес (порт. Anselmo de Moraes; род. 20 февраля 1989, Сан-Паулу), более известен как Анселмо (порт. Anselmo) — бразильский футболист, выступающий на позиции опорного полузащитника за саудовский клуб «Аль-Вахда».

## Карьера
27 января 2010 года Анселмо дебютировал в составе «Палмейраса», выйдя на замену во втором тайме матча против клуба «Монте Азул», проходившего в рамках Лиги Паулисты. В 2011 году он был отдан в аренду клубу бразильской Серии B «Гремио Баруэри», а в 2012 году — другой команде Серии B «Сан-Каэтано».
30 июля 2012 года Анселмо перешёл в клуб итальянской Серии А «Дженоа» за 900 000 евро, которые выплачивались итальянским клубом постепенно. 23 сентября бразилец дебютировал в Серии А в матче против «Лацио», закончившемся победой генуэзсцев со счётом 1:0. В январе 2013 года Анселмо был продан «Палермо» в обмен на переход в «Дженоа» правого защитника Эроса Пизано. Оба клуба сохранили за собой по 50 % прав на игорока на сумму 700 000 евро. По итогам сезона 2012/2013 «Палермо» вылетел из Серии A. В июне 2013 года «Дженоа» передала все права на игрока «Палермо», в то же время приобретя Пизано за 531 000 евро. 16 июля 2013 года Анселмо и «Палермо» пришли к соглашению по расторжению контракта футболиста с клубом.
Позднее «Палмейрас» подал жалобу на «Дженоа» в ФИФА за невыплаченную сумму за трансфер Анселмо в размере 600 000 евро.
26 июля 2013 года Анселмо вернулся в «Сан-Каэтано», подписав с ним двухлетний контракт. 14 августа 2014 года «Жоинвиль» приобрёл 50 % прав на игрока. В 2016 году Анселмо перешёл в клуб бразильской серии А «Интернасьонал», подписав с ним трёхлетний контракт.

## Достижения
«Жоинвиль»
- Бразильская Серия Б: 2014[англ.]